# Городское поселение Загорянский
Городско́е поселе́ние Загоря́нский — упразднённое муниципальное образование (городское поселение) в Щёлковском муниципальном районе Московской области. Образовано в феврале 2005 года, включило дачный посёлок Загорянский и ещё 2 сельских населённых пункта позже упразднённого Жегаловского сельского округа: деревни Оболдино и Супонево.
Крупнейший населённый пункт, в котором расположена администрация поселения, — посёлок городского типа Загорянский.
Глава городского поселения — Железняк Валентин Сергеевич; Председатель Совета депутатов — Железняк Валентин Сергеевич.

## Географические данные
Общая площадь — 17,51 км². Муниципальное образование находится в юго-западной части Щёлковского района, и граничит:
- с городским округом Королёв (на западе),
- с городским поселением Щёлково Щёлковского муниципального района (на севере и востоке)
- с сельским поселением Медвежье-Озёрское Щёлковского муниципального района (на юго-востоке),
- с городским округом Балашиха (на юге).

## Население
| 2006  | 2007  | 2008  | 2009  | 2010  | 2011  | 2012  | 2013  |
| ----- | ----- | ----- | ----- | ----- | ----- | ----- | ----- |
| 7901  | ↗8371 | ↗8403 | ↗8423 | ↗8464 | ↘8322 | →8322 | ↘7884 |
| 2014  | 2015  | 2016  | 2017  | 2018  | 2019  |       |       |
| ↘7832 | ↗7927 | ↗8618 | ↗8955 | ↗9190 | ↘9113 |       |       |

## История
Муниципальное образование «Городское поселение Загорянский» было образовано в ходе реализации муниципальной реформы 28 февраля 2005 года. В его состав вошли 3 населённых пункта.
Законом Московской области № 258/2018-ОЗ от 28 декабря 2018 года, с 9 января 2019 года все городские и сельские поселения Щёлковского муниципального района были упразднены и объединены в новое единое муниципальное образование городской округ Щёлково.

## Состав городского поселения
| № | Населённый пункт | Тип населённого пункта                 | Население |
| - | ---------------- | -------------------------------------- | --------- |
| 1 | Загорянский      | дачный посёлок, административный центр | ↘10 284   |
| 2 | Оболдино         | деревня                                | ↘321      |
| 3 | Супонево         | деревня                                | ↘146      |